# Невада (Айова)
Невада (англ. Nevada) — місто (англ. city) в США, в окрузі Сторі штату Айова. Населення — 6798 осіб (2010).

## Географія
Невада розташована за координатами 42°1′6″ пн. ш. 93°27′39″ зх. д. / 42.01833° пн. ш. 93.46083° зх. д. (42.018207, -93.460772).  За даними Бюро перепису населення США у 2010 році місто мало площу 13,15  км², з яких 13,11 км² — суходіл та 0,05 км² — водойми. В 2017 році площа становила 14,72  км², з яких 14,67  км² — суходіл та 0,05  км² — водойми.

## Демографія
Згідно з переписом 2010 року, у місті мешкало 6798 осіб у 2761 домогосподарстві у складі 1811 родини. Густота населення становила 517 осіб/км².  Було 2990 помешкань (227/км²).
Расовий склад населення:
| - 94,3 % — білих - 1,3 % — чорних або афроамериканців - 1,0 % — азіатів - 0,3 % — корінних американців - 1,7 % — осіб інших рас |

До двох чи більше рас належало 1,5 %. Частка іспаномовних становила 3,4 % від усіх жителів.
За віковим діапазоном населення розподілялося таким чином: 25,3 % — особи молодші 18 років, 60,7 % — особи у віці 18—64 років, 14,0 % — особи у віці 65 років та старші. Медіана віку мешканця становила 37,1 року. На 100 осіб жіночої статі у місті припадало 94,6 чоловіка;  на 100 жінок у віці від 18 років та старших — 91,9 чоловіка також старших 18 років.
Середній дохід на одне домашнє господарство  становив 64 908 доларів США (медіана — 55 657), а середній дохід на одну сім'ю — 79 699 доларів (медіана — 67 681). Медіана доходів становила 47 787 доларів для чоловіків та 39 824 долари для жінок. За межею бідності перебувало 14,9 % осіб, у тому числі 20,1 % дітей у віці до 18 років та 9,3 % осіб у віці 65 років та старших.
Цивільне працевлаштоване населення становило 3449 осіб. Основні галузі зайнятості: освіта, охорона здоров'я та соціальна допомога — 22,3 %, виробництво — 19,1 %, роздрібна торгівля — 11,2 %, будівництво — 9,7 %.